# Топлотехнически покрития
 Топлотехническите покрития (на английски: Thermal Control Coatings) представляват бои, лакове, китове и шпакловки, които след изсъхването си формират слой, подобряващ съществено топлотехническите качества на обработваната повърхност. Обикновено дебелината на топлотехническите покрития е до 1 мм. Топлотехническите покрития се разполагат само като последен слой на определена конструкция, ориентиран към въздушна среда, с която тя граничи. Единствено при това условие те изпълняват топлотехнически функции. Нанасянето на други покрития върху тях е недопустимо, тъй като драстично се намалява или напълно се елиминира ефекта от приложението им. Топлотехническите покрития са алтернатива на топлотехническите фолиа – алуминиево фолио, тапети и др. рулонни материали.

## Предимства
- лесно нанасяне върху повърхнини със сложни форми или в труднодостъпни места;
- възможност за полагане само в районите, където е необходимо подобряване на топлотехническите параметри на конструкцията;
- незабележимо нарастване на дебелината на нанасяне в съответствие с топлотехническите показатели, които трябва да бъдат постигнати;
- по-добра адхезия с обработваната повърхност без необходимост от лепила и риск от отлепване в процеса на експлоатация;
- формиране на стабилен непрекъснат филм върху обработената повърхност без съединителни фуги и препокривания.

## Класификация

### с излъчвателна и отражателна способност в инфрачервения спектър
В зависимост от излъчвателната и отражателната способност се различават следните подгрупи:
- Нискоизлъчващи покрития – ориентирани са към ограничаване на топлинните загуби и подобряване на топлинния микроклимат в сградите и помещенията.
- Термоабсорбиращи покрития – притежават висока абсорбционна способност на лъчиста енергия в целия инфрачервен спектър, като се доближават по характеристики до Абсолютно черно тяло. Имат относително ограничено приложение като покрития на слънчеви колектори и покривни покрития в северни райони. С оглед максимална топлотехническа ефективност са черни на цвят и с матова повърхност. Поради големите температурни разлики и високи абсолютни температури термоабсорбиращите покрития трябва да притежават висока и трайна еластичност. С най-голямо практическо приложение на този етап са термоабсорбиращите покрития на силиконова основа.
- Слънцезащитни покрития – те са специално формулирани за предпазване на сградите от слънчево прегряване през лятото. Съвременните слънцезащитните покрития притежават следните качества: максимално отразяват слънчевата радиация през деня; максимално излъчват натрупаната топлина към околното пространство през нощта (режим на собствено излъчване); дългосрочно запазват качествата си в условията на екстремални температурни деформации (нагряване-охлаждане) и замърсяване на околната среда.

### с ниска топлопроницаемост (термопокрития)
Приложението им първоначално е насочено към повишаване контактната температура на материали, студени на допир и създаващи топлинен дискомфорт в близост до тях – бетон, метали и др. По тази причина за тази група покрития са известни и под названието термопокрития.
Впоследствие се регистрира антикондензен и енергоспестяващ ефект, което разширява сферата на приложението им. Явяват се алтернатива на рулонните материали като корка, пенополиуретановите тапети, перлотапетите, както и на дървената облицовка. От покритията с ниска топлопроницаемост реално практическо приложение имат две основни групи:термокерамични покрития и полиуретанови покрития.
- Термокерамичните покрития представляват течен дисперсионен разтвор от чиста акрилна смола, 50% до 60% керамични вакуумни микрокапсули и специални добавки. Керамични вакуумни микрокапсули се загряват мигновено от топлината на прилежащия въздух в помещението, а съдържащият се вакуум в тях възпрепрятствува топлопредаването към стенната или таванна конструкция. Нанасянето върху строителните конструкции се извършва с валяк или четка. Дебелината на нанасяне варира в границите от 0,3 до 0,8 мм. Положени върху стенните повърхности като последен завършващ слой след изсъхване формират дълготраен декоративен, изолационен слой.
- Полиуретановите покрития с ниска топлопроницаемост са относително по-слабо разпространени. Имат общ произход с огнезащитните бои за метални конструкции. Съдържат разпенващ агент, осигуряващ набъбването им след нанасяне до около 1 mm дебелина.

### топлотехнически покрития с комбинирано действие
Те обединяват принципите на действие на покритията от: групата на топлотехнически покрития с излъчвателна и отражателна способност в инфрачервения спектър, оптимални за съответната цел на приложение и групата на топлотехническите покрития с ниска топлопроницаемост.
- Комбинираните слънцезащитни покрития са тясно свързани с американската космическа програма. Успешното използване на микрокерамичните капсули за създаване защитната обвивка на космическата совалка и за рефлексните покрития на космически апарати възбуди интерес към използването им и в други индустриални сфери. Комбинираните слънцезащитни покрития предлагат съчетание от висока отражателна способност на слънчевото греене, висока излъчвателна способност в режим на собствено излъчване и ниска топлопроницаемост. Енергоспестяващият ефект от приложението им, изразяващ се в намаляване на разходите за климатизация, е с над 10% по-висок в сравненение с обикновените слънцезащитни покрития.
- Комбинираните нискоизлъчващи покрития все още се намират в експериментална фаза на развитие. Близки до приложение в реалната практика са вътрешните стенни покрития от този тип. Направените експерименти показват осезателно намаление на топлинните загуби без риск от понижение на контактната температура „вътрешен въздух – стенна повърхност“ и елиминиране на опасността от конденз. Особен ефект се очаква от приложението им при т.нар. контролиран нестационарен режим на отопление, съответстващ на функционалния денонощен режим при ползване на помещенията